# Engel- of keizersvissen
Engel- of keizersvissen (Pomacanthidae) vormen een familie van baarsachtige vissen. Ze worden gevonden in ondiepe riffen in de tropische Atlantische en Indische Oceaan en voornamelijk de westelijke Grote Oceaan.

## Algemeen
De familie omvat zeven geslachten en ongeveer 86 soorten. Soms noemt men deze familie ook wel kortweg keizersvissen. Het laatste kan echter verwarring scheppen met de soort Keizersvis (Pomacanthus imperator) van het geslacht Pomacanthus. De familie is nauw verwant met de koraalvlinders. De grootste soort, Pomacanthus arcuatus, kan een lengte van 60 centimeter bereiken, maar gemiddeld wordt deze vis 20 tot 30 centimeter lang. De kleinere soorten zijn populair als aquariumvis.

## Beschrijving
De keizersvissen hebben opvallende kleuren en onderscheiden zich van de koraalvlinders door een scherpe naar achter gerichte stekel op het kieuwdeksel. Dit verklaart ook de familienaam Pomacanthidae: deze is een samentrekking van de Oudgriekse woorden πῶμα, pōma (deksel) en ἄκανθα, akantha (doorn). Bij sommige soorten bevatten de rug- en aarsvinnen lange uitlopers (zie bijvoorbeeld de Zwarte keizersvis en Franse keizersvis).

## Leefwijze
Engel- of keizersvissen zijn felle verdedigers van hun territorium, waarbij zij soms grommende of knakkende geluiden maken. Jonge exemplaren bezitten een totaal afwijkend kleurenpatroon, en treden ook als poetsvissen op. De meeste soorten voeden zich met sponzen.